# セーシェル関係記事の一覧
セーシェル関係記事の一覧（セーシェルかんけいきじのいちらん）は、セーシェルに関係する記事の一覧である。独立前の関係記事も取り扱う。

## セーシェル関係記事
50音順に配列されている。

### 記号
- .sc(ccTLD)

### 英数字
- 1977年セイシェルクーデター（英語版）

### あ行
- アルダブラ環礁（島・世界遺産）
- アルダブラゾウガメ（生物）
- イギリス（旧宗主国）
- インド洋（海洋）
- ヴァスコ・ダ・ガマ（探検家）
- ヴァレ・ド・メ自然保護区（自然保護区・世界遺産）
- ヴィクトリア (セーシェル)（首都）
- 英語（言語）

### さ行
- サッカーセーシェル代表（サッカー）
- ジェイムス・ミッシェル（大統領）
- 人民党（政党）
- セーシェル国際空港（空港）
- セーシェル（国）
- セーシェルの国旗（国旗）
- セーシェルの国章（国章）
- セーシェルの政党（政党の一覧）
- セーシェルの世界遺産（世界遺産の一覧）
- セーシェルの大統領一覧（大統領の一覧）
- セーシェルの島一覧（島の一覧）
- セーシェルの行政区画（行政区画の一覧）
- セーシェルコノハズク（鳥）
- セーシェル・クレオール語（言語）
- セーシェル・ルピー（通貨）
- セーシェル放送（ラジオ局）
- セーシェル時間（標準時）
- セーシェル海軍艦艇一覧（海軍艦艇の一覧）
- セーシェル航空（航空会社）

### は行
- フランス語（言語）

### ま行
- マヘ島（島）
- モーリシャス（国）